# Idioma komi yazva
El idioma Komi yazva (Коми-Ёдз кыл, Komi-Yodz kyl) se habla principalmente en el distrito Krasnovishersky de Krai de Perm en Rusia, en la cuenca del río Yazva (Yodz). Es una lengua pérmica estrechamente relacionada con el komi-ziriano y el pérmico. No tiene estatus oficial.

En el distrito de Krasnovishersky viven densamente unos dos mil hablantes.

Mapa del Krai de Perm. Komi-Yazva está al este (en azul oscuro)

## Estudios
La disponibilidad de las vocales particulares junto con las características de la fonética y el sistema acentuación llevó al lingüista finlandés Arvid Genetz en 1889 a considerar  Komi Yazva como un dialecto separado.[cita requerida] Más tarde, esta decisión fue confirmada por el famoso ungrofinés Vasily Lytkin, quien estudió el idioma Komi yazva en  profundidad desde 1949 hasta 1953.[cita requerida]

## Linguo geografía

### Área y número
A principios de la década de 1960, alrededor de 2.000 hablantes vivían de forma compacta en el territorio del distrito de Krasnovishersky del Krai de Perm (administraciones de las aldeas de Antipinskaya, Parshakovskaya, Bychinskaya y Verkh-Yazvinskaya).  En total, había alrededor de 3.000 hablantes de idiomas.

### Estatus
La presencia de sonidos vocales especiales, una fonética específica y un sistema de acentos permitieron al primer lingüista finlandés Arvid Genetz, que estudió a la gente en 1889, y luego al filólogo ungrofinés Vasily Lytkin, que visitó a los Komi yazvinianos tres veces entre 1949 y 1953, para identificar a los Komi yazvinianos como un dialecto separado. Algunos investigadores lo consideran un dialecto del idioma komi permio.

## Alfabeto
El primer alfabeto para el komi yazva se imprimió en 2003. Su autora fue la profesora de la escuela Parshavskaya Al Parshakova. Este libro también se convirtió en el primero impreso en komi yazva.
| А а | Б б | В в | Г г | Д д | Е е | Ё ё | Ж ж |
| З з | И и | Й й | К к | Л л | М м | Н н | О о |
| Ө ө | Ӧ ӧ | П п | Р р | С с | Т т | У у | Ӱ ӱ |
| Ф ф | Х х | Ц ц | Ч ч | Ш ш | Щ щ | Ъ ъ | Ы ы |
| Ь ь | Э э | Ю ю | Я я |     |     |     |     |